# Johann V. (Bretagne)

Wappen von Johann V., Herzog der Bretagne und Graf von Montfort-l’Amaury

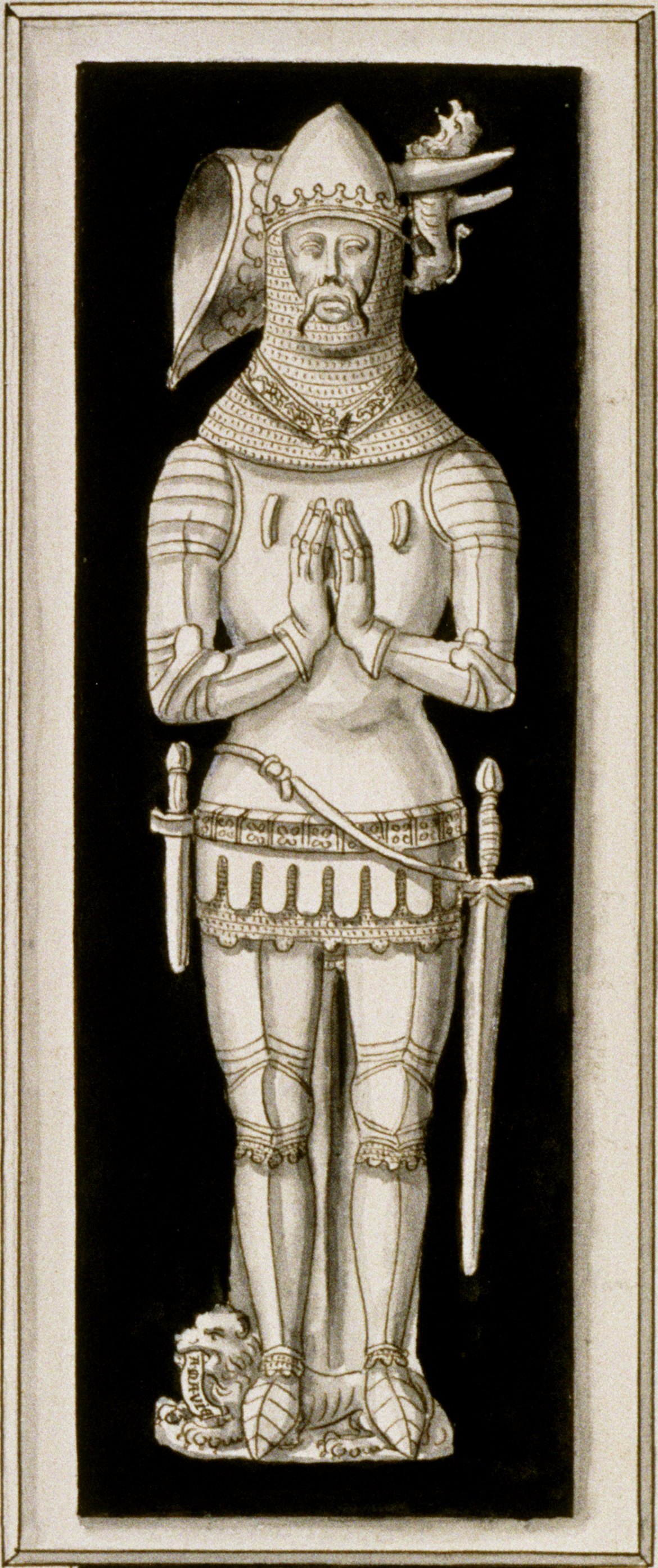
Epitaph von Johann V., Herzog der Bretagne

Johann V. KG genannt der Eroberer (le Conquérant) oder der Tapfere (le Vaillant), (* 1339; † 1. November 1399 in Nantes) war ein Herzog der Bretagne, Graf von Montfort-l’Amaury und Earl of Richmond.
Er war der Sohn des Herzogs Johann IV. von Bretagne und der Johanna von Flandern.
Besonders in Frankreich wird Johann der Eroberer in der Regel mit der Ordnungszahl „IV.“ versehen, da seinem Vater die Anerkennung als Herzog der Bretagne von der Seite des französischen Königs verwehrt wurde. Der Vater wird daher in Frankreich einfach „Johann von Montfort“ genannt und die Nummerierung verschiebt sich um eine Zahl zurück, was nicht selten zu Konfusionen in der Geschichtsliteratur führt.

## Leben
Johann wuchs am Hof des englischen Königs Eduard III. auf, da im von ihm beanspruchten Herzogtum Bretagne infolge des bretonischen Erbfolgekriegs seine Cousine Johanna von Dreux und deren Ehemann Karl von Blois herrschten. Im Frieden von Brétigny (1360) erhielt er die Grafschaft Montfort zurückerstattet. 1364 landete Johann mit englischer Unterstützung an der Küste der Bretagne und errang in der Schlacht von Auray einen endgültigen Sieg über Karl von Blois, der dabei zu Tode kam. Johanna musste deshalb ihre Ansprüche auf die Bretagne aufgeben und erkannte im ersten Vertrag von Guérande (12. April 1365) Johann V. als Alleinherrscher des Herzogtums an.
Auch König Karl V. von Frankreich erkannte Johann an. Er hoffte, ihn im Hundertjährigen Krieg für seine Seite gewinnen zu können. Johann blieb jedoch dem Bündnis mit England treu und erhielt dafür die englische Grafschaft Richmond, löste damit aber einen Bürgerkrieg mit seinen frankophonen Vasallen, allen voran Oliver de Clisson, aus. Der König von Frankreich entsandte 1373 ein Heer unter Bertrand du Guesclin in die Bretagne, worauf Johann nach England floh. Der Versuch des Königs, die Bretagne im Jahr 1378 als erledigtes Lehen mit der Krondomäne zu vereinen, führte jedoch zu einer „nationalen“ Empörung der bretonischen Barone, was 1379 eine Rückkehr Johanns ermöglichte. Im zweiten Vertrag von Guérande (1381) wurde er erneut als Herzog anerkannt und stand fortan zu Frankreich, was ihm zwischenzeitlich Richmond gekostet hatte. Er führte zunächst die Fehde gegen Oliver de Clisson fort, die er erst 1395 mit einer Versöhnung beendete.
Johann galt als ritterliche und kraftvolle Erscheinung. Er wurde als energisch und klug, aber auch als verschlagen beschrieben. Er trieb den Ausbau einer zentralen Verwaltung und eines funktionierenden Steuersystems in der Bretagne voran. In Anlehnung an den englischen Hosenbandorden stiftete Johann 1381 den bretonischen Hermelinorden. Bestattet ist er in der Kathedrale von Nantes.

## Ehen und Nachkommen
Er war dreimal verheiratet. In erster Ehe heiratete er Maria Plantagenet (* 1344; † 1362), Tochter König Eduards III. von England. Nach ihrem Tod heiratete er in zweiter Ehe Johanna Holland, (* 1350; † 1384), Tochter des Thomas Holland, 1. Earl of Kent und der Johanna von Kent. Nachdem auch diese gestorben war, heiratete er in dritter Ehe Johanna von Navarra (* 1370; † 1437), Tochter König Karls II. von Navarra. Während seine ersten beiden Ehen kinderlos blieben, hatte er mit Johanna von Navarra folgende acht Kinder:
- Johanna (* 12. August 1387 in Nantes; † 7. Dezember 1388);
- Johann VI. (* 1389; † 1442), Herzog von Bretagne, Graf von Montfort
- Marie (* 18. Februar 1391; † 18. Dezember 1446), ⚭ Herzog Johann I. von Alençon
- Margarethe (* 1392; † 13. April 1428), ⚭ mit Alain IX. de Rohan
- Arthur III., genannt von Richmond (* 1393; † 1458), Connétable von Frankreich, Herzog der Bretagne, Graf von Montfort
- Gilles (* 1394; † 19. Juli 1412)
- Richard (* 1395; † 2. Juni 1438 in Clisson), Graf von Etampes
- Blanche (* 1397; † 1419), ⚭ Graf Johann IV. von Armagnac